# Драме, Коуди
Коуди Каллум Пиерр Драме (англ. Cody Callum Pierre Drameh; родился 8 декабря 2001) — английский футболист, правый защитник клуба «Халл Сити».

## Клубная карьера
Уроженец Далича (южный Лондон), Коуди является воспитанником футбольной академии «Фулхэма». Летом 2020 года присоединился к молодёжной команде «Лидс Юнайтед». 26 октября 2021 года дебютировал в основном составе «Лидса» в матче четвёртого раунда Кубка Английской футбольной лиги против «Арсенала». 31 октября 2021 года дебютировал в Премьер-лиге в матче против «Норвич Сити».

## Карьера в сборной
Выступал за сборные Англии до 18, до 20 лет и до 21 года.